# Cinara wanepae
Cinara wanepae är en insektsart som beskrevs av Hottes 1933. Cinara wanepae ingår i släktet Cinara och familjen långrörsbladlöss. Inga underarter finns listade i Catalogue of Life.